# Parque Estadual Verde Grande
O Parque Estadual Verde Grande é uma unidade conservação de proteção integral da esfera estadual mineira, criado em 1998. O parque fica próximo à divisa entre Minas Gerais e a Bahia e se encontra no município de Matias Cardoso. O bioma predominante do parque é o Cerrado, mas uma parte de sua área se encontra dentro da Caatinga, possui ninhais e lagoas marginais ao Rio São Francisco e o Rio Verde Grande, sendo considerado um berçário de peixes devido à presença de alevinos no parque.